# Ilie Matei
Ilie Matei (Suceava, Rumania, 11 de julio de 1960) es un deportista rumano retirado especialista en lucha grecorromana donde llegó a ser subcampeón olímpico en Los Ángeles 1984.

## Carrera deportiva
En los Juegos Olímpicos de 1984 celebrados en Los Ángeles ganó la medalla de plata en lucha grecorromana de pesos de hasta 90 kg, tras el luchador estadounidense Steve Fraser (oro) y por delante del sueco Frank Andersson (bronce).